# Sugababes/Diskografie
Diese Diskografie ist eine Übersicht über die musikalischen Werke der britischen Pop-Girlgroup Sugababes. Den Schallplattenauszeichnungen zufolge hat sie bisher mehr als 9,3 Millionen Tonträger verkauft, davon alleine in ihrer Heimat über acht Millionen. Ihre erfolgreichste Veröffentlichung ist die Single About You Now mit über 1,3 Millionen verkauften Einheiten.

## Alben

### Studioalben
| Jahr | Titel                    | Höchstplatzierung, Gesamtwochen, AuszeichnungChartplatzierungen (Jahr, Titel, Platzierungen, Wochen, Auszeichnungen, Anmerkungen) | Höchstplatzierung, Gesamtwochen, AuszeichnungChartplatzierungen (Jahr, Titel, Platzierungen, Wochen, Auszeichnungen, Anmerkungen) | Höchstplatzierung, Gesamtwochen, AuszeichnungChartplatzierungen (Jahr, Titel, Platzierungen, Wochen, Auszeichnungen, Anmerkungen) | Höchstplatzierung, Gesamtwochen, AuszeichnungChartplatzierungen (Jahr, Titel, Platzierungen, Wochen, Auszeichnungen, Anmerkungen) | Höchstplatzierung, Gesamtwochen, AuszeichnungChartplatzierungen (Jahr, Titel, Platzierungen, Wochen, Auszeichnungen, Anmerkungen) | Anmerkungen                                                                           |
| Jahr | Titel                    | DE | AT | CH | UK | US | Anmerkungen                                                                           |
| ---- | ------------------------ | --- | --- | --- | --- | --- | ------------------------------------------------------------------------------------- |
| 2000 | One Touch                | DE7 (19 Wo.)DE | AT6 (16 Wo.)AT | CH8 (17 Wo.)CH | UK18 Gold · (22 Wo.)UK | — | Erstveröffentlichung: 27. November 2000 Verkäufe: + 100.000                           |
| 2002 | Angels with Dirty Faces  | DE13 (25 Wo.)DE | AT19 (6 Wo.)AT | CH13 Gold · (26 Wo.)CH | UK2 ×3Dreifachplatin · (44 Wo.)UK                                                                                                 | — | Erstveröffentlichung: 26. August 2002 Verkäufe: + 1.000.000                           |
| 2003 | Three                    | DE10 Gold · (28 Wo.)DE | AT21 (14 Wo.)AT | CH9 Gold · (25 Wo.)CH | UK3 ×2Doppelplatin · (41 Wo.)UK                                                                                                   | — | Erstveröffentlichung: 27. Oktober 2003 Verkäufe: + 1.010.000                          |
| 2005 | Taller in More Ways      | DE11 Gold · (26 Wo.)DE | AT5 Gold · (18 Wo.)AT | CH6 Gold · (29 Wo.)CH | UK1 ×2Doppelplatin · (38 Wo.)UK                                                                                                   | — | Erstveröffentlichung: 7. Oktober 2005 Verkäufe: + 1.007.500                           |
| 2007 | Change                   | DE33 (5 Wo.)DE | AT32 (5 Wo.)AT | CH14 (7 Wo.)CH | UK1 Platin · (40 Wo.)UK | — | Erstveröffentlichung: 8. Oktober 2007 Verkäufe: + 315.000                             |
| 2008 | Catfights and Spotlights | — | — | — | UK8 Gold · (14 Wo.)UK | — | Erstveröffentlichung: 20. Oktober 2008 Verkäufe: + 100.000                            |
| 2010 | Sweet 7                  | — | — | CH92 (1 Wo.)CH | UK14 (3 Wo.)UK | — | Erstveröffentlichung: 15. März 2010                                                   |
| 2022 | The Lost Tapes           | — | — | — | — | — | Erstveröffentlichung: 24. Dezember 2022 Verfügbar nur online auf Streamingplattformen |

### Kompilationen
| Jahr | Titel                              | Höchstplatzierung, Gesamtwochen, AuszeichnungChartplatzierungen (Jahr, Titel, Platzierungen, Wochen, Auszeichnungen, Anmerkungen) | Höchstplatzierung, Gesamtwochen, AuszeichnungChartplatzierungen (Jahr, Titel, Platzierungen, Wochen, Auszeichnungen, Anmerkungen) | Höchstplatzierung, Gesamtwochen, AuszeichnungChartplatzierungen (Jahr, Titel, Platzierungen, Wochen, Auszeichnungen, Anmerkungen) | Höchstplatzierung, Gesamtwochen, AuszeichnungChartplatzierungen (Jahr, Titel, Platzierungen, Wochen, Auszeichnungen, Anmerkungen) | Höchstplatzierung, Gesamtwochen, AuszeichnungChartplatzierungen (Jahr, Titel, Platzierungen, Wochen, Auszeichnungen, Anmerkungen) | Anmerkungen                                                 |
| Jahr | Titel                              | DE | AT | CH | UK | US | Anmerkungen                                                 |
| ---- | ---------------------------------- | --- | --- | --- | --- | --- | ----------------------------------------------------------- |
| 2006 | Overloaded: The Singles Collection | DE38 (9 Wo.)DE | AT25 (9 Wo.)AT | CH29 (9 Wo.)CH | UK3 ×2Doppelplatin · (39 Wo.)UK                                                                                                   | — | Erstveröffentlichung: 10. November 2006 Verkäufe: + 645.000 |

Weitere Kompilationen
- 2011: The Best of the Bs
- 2011: The Complete Bs
- 2021: The Essential Sugababes

### EPs
- 2004: Sessions@AOL
- 2005: Live from London
- 2006: Napster Live Sessions
- 2007: Live at O2 Music Flash

## Singles

### Als Leadmusikerinnen
| Jahr | Titel Album                                                | Höchstplatzierung, Gesamtwochen, AuszeichnungChartplatzierungen (Jahr, Titel, Album, Platzierungen, Wochen, Auszeichnungen, Anmerkungen) | Höchstplatzierung, Gesamtwochen, AuszeichnungChartplatzierungen (Jahr, Titel, Album, Platzierungen, Wochen, Auszeichnungen, Anmerkungen) | Höchstplatzierung, Gesamtwochen, AuszeichnungChartplatzierungen (Jahr, Titel, Album, Platzierungen, Wochen, Auszeichnungen, Anmerkungen) | Höchstplatzierung, Gesamtwochen, AuszeichnungChartplatzierungen (Jahr, Titel, Album, Platzierungen, Wochen, Auszeichnungen, Anmerkungen) | Höchstplatzierung, Gesamtwochen, AuszeichnungChartplatzierungen (Jahr, Titel, Album, Platzierungen, Wochen, Auszeichnungen, Anmerkungen) | Anmerkungen |
| Jahr | Titel Album                                                | DE | AT | CH | UK | US | Anmerkungen |
| ---- | ---------------------------------------------------------- | --- | --- | --- | --- | --- | --- |
| 2000 | Overload One Touch                                         | DE3 Gold · (15 Wo.)DE | AT3 (14 Wo.)AT | CH5 (29 Wo.)CH | UK6 Silber · (8 Wo.)UK | — | Erstveröffentlichung: 11. September 2000 Verkäufe: + 450.000                                                     |
| 2000 | New Year One Touch                                         | — | — | — | UK12 (14 Wo.)UK | — | Erstveröffentlichung: 18. Dezember 2000                                                                          |
| 2001 | Run for Cover One Touch                                    | DE28 (10 Wo.)DE | AT38 (10 Wo.)AT | CH36 (12 Wo.)CH | UK13 (9 Wo.)UK | — | Erstveröffentlichung: 9. April 2001                                                                              |
| 2001 | Soul Sound One Touch                                       | — | — | — | UK30 (2 Wo.)UK | — | Erstveröffentlichung: 16. Juli 2001                                                                              |
| 2002 | Freak like Me Angels with Dirty Faces                      | DE27 (9 Wo.)DE | AT22 (9 Wo.)AT | CH11 (12 Wo.)CH | UK1 Gold · (18 Wo.)UK | — | Erstveröffentlichung: 22. April 2002 Verkäufe: + 400.000                                                         |
| 2002 | Round Round Angels with Dirty Faces                        | DE15 (11 Wo.)DE | AT8 (15 Wo.)AT | CH4 (23 Wo.)CH | UK1 Gold · (14 Wo.)UK | — | Erstveröffentlichung: 12. August 2002 Verkäufe: + 440.000                                                        |
| 2002 | Stronger / Angels with Dirty Faces Angels with Dirty Faces | DE38 (12 Wo.)DE | AT41 (11 Wo.)AT | CH23 (18 Wo.)CH | UK7 Silber · (13 Wo.)UK | — | Erstveröffentlichung: 11. November 2002 Verkäufe: + 200.000                                                      |
| 2003 | Shape Angels with Dirty Faces                              | DE39 (9 Wo.)DE | AT50 (7 Wo.)AT | CH40 (10 Wo.)CH | UK11 (9 Wo.)UK | — | Erstveröffentlichung: 10. März 2003                                                                              |
| 2003 | Hole in the Head Three                                     | DE9 (14 Wo.)DE | AT5 (17 Wo.)AT | CH8 (16 Wo.)CH | UK1 Silber · (14 Wo.)UK | US96 (1 Wo.)US | Erstveröffentlichung: 13. Oktober 2003 Verkäufe: + 200.000                                                       |
| 2003 | Too Lost in You Three                                      | DE14 (13 Wo.)DE | AT26 (16 Wo.)AT | CH8 (18 Wo.)CH | UK10 Gold · (14 Wo.)UK | — | Erstveröffentlichung: 15. Dezember 2003 Verkäufe: + 400.000                                                      |
| 2004 | In the Middle Three                                        | DE29 (9 Wo.)DE | AT33 (12 Wo.)AT | CH23 (10 Wo.)CH | UK8 (9 Wo.)UK | — | Erstveröffentlichung: 22. März 2004                                                                              |
| 2004 | Caught in a Moment Three                                   | DE71 (9 Wo.)DE | AT56 (6 Wo.)AT | CH56 (4 Wo.)CH | UK8 (7 Wo.)UK | — | Erstveröffentlichung: 23. August 2004                                                                            |
| 2005 | Push the Button Taller in More Ways                        | DE2 Gold · (25 Wo.)DE | AT1 Gold · (26 Wo.)AT | CH3 (37 Wo.)CH | UK1 Platin · (23 Wo.)UK | — | Erstveröffentlichung: 26. September 2005 Verkäufe: + 868.000                                                     |
| 2005 | Ugly Taller in More Ways                                   | DE26 (13 Wo.)DE | AT14 (15 Wo.)AT | CH19 (19 Wo.)CH | UK3 Silber · (20 Wo.)UK | — | Erstveröffentlichung: 5. Dezember 2005 Verkäufe: + 200.000                                                       |
| 2006 | Red Dress Taller in More Ways                              | DE27 (9 Wo.)DE | AT41 (11 Wo.)AT | CH31 (12 Wo.)CH | UK4 (12 Wo.)UK | — | Erstveröffentlichung: 6. März 2006                                                                               |
| 2006 | Follow Me Home Taller in More Ways                         | — | — | — | UK32 (3 Wo.)UK | — | Erstveröffentlichung: 5. Juni 2006                                                                               |
| 2006 | Easy Overloaded: The Singles Collection                    | DE26 (9 Wo.)DE | AT23 (16 Wo.)AT | CH30 (5 Wo.)CH | UK8 (6 Wo.)UK | — | Erstveröffentlichung: 6. November 2006                                                                           |
| 2007 | Walk This Way Comic Relief 2007                            | — | — | — | UK1 (7 Wo.)UK | — | Erstveröffentlichung: 12. März 2007 vs. Girls Aloud                                                              |
| 2007 | About You Now Change                                       | DE4 Gold · (19 Wo.)DE | AT4 (19 Wo.)AT | CH21 (29 Wo.)CH | UK1 ×2Doppelplatin · (40 Wo.)UK | — | Erstveröffentlichung: 24. September 2007 Verkäufe: + 1.387.500                                                   |
| 2007 | Change                                                     | DE32 (9 Wo.)DE | — | — | UK13 (14 Wo.)UK | — | Erstveröffentlichung: 17. Dezember 2007                                                                          |
| 2008 | Denial Change                                              | DE11 (16 Wo.)DE | AT4 (21 Wo.)AT | CH14 (23 Wo.)CH | UK15 (11 Wo.)UK | — | Erstveröffentlichung: 17. März 2008                                                                              |
| 2008 | Girls Catfights and Spotlights                             | — | — | — | UK3 Silber · (16 Wo.)UK | — | Erstveröffentlichung: 20. September 2008 Verkäufe: + 200.000                                                     |
| 2008 | No Can Do Catfights and Spotlights                         | — | — | — | UK23 (7 Wo.)UK | — | Erstveröffentlichung: 22. Dezember 2008                                                                          |
| 2009 | Get Sexy Sweet 7                                           | DE41 (4 Wo.)DE | AT72 (1 Wo.)AT | — | UK2 Silber · (9 Wo.)UK | — | Erstveröffentlichung: 30. August 2009 Verkäufe: + 200.000                                                        |
| 2009 | About a Girl Sweet 7                                       | — | — | — | UK8 Silber · (10 Wo.)UK | — | Erstveröffentlichung: 8. November 2009 Verkäufe: + 200.000                                                       |
| 2010 | Wear My Kiss Sweet 7                                       | — | — | — | UK7 (7 Wo.)UK | — | Erstveröffentlichung: 18. Februar 2010                                                                           |
| 2013 | Flatline The Lost Tapes                                    | — | — | — | UK50 (2 Wo.)UK | — | Erstveröffentlichung: 6. September 2013 als Mutya Keisha Siobhan Neuveröffentlichung: 9. Juni 2022 als Sugababes |
| 2023 | When the Rain Comes –                                      | — | — | — | — | — | Erstveröffentlichung: 15. September 2023                                                                         |
| 2025 | Jungle –                                                   | — | — | — | — | — | Erstveröffentlichung: 14. März 2025                                                                              |

### Als Gastmusikerinnen
| Jahr | Titel Album                                                    | Höchstplatzierung, Gesamtwochen, AuszeichnungChartplatzierungen (Jahr, Titel, Album, Platzierungen, Wochen, Auszeichnungen, Anmerkungen) | Höchstplatzierung, Gesamtwochen, AuszeichnungChartplatzierungen (Jahr, Titel, Album, Platzierungen, Wochen, Auszeichnungen, Anmerkungen) | Höchstplatzierung, Gesamtwochen, AuszeichnungChartplatzierungen (Jahr, Titel, Album, Platzierungen, Wochen, Auszeichnungen, Anmerkungen) | Höchstplatzierung, Gesamtwochen, AuszeichnungChartplatzierungen (Jahr, Titel, Album, Platzierungen, Wochen, Auszeichnungen, Anmerkungen) | Höchstplatzierung, Gesamtwochen, AuszeichnungChartplatzierungen (Jahr, Titel, Album, Platzierungen, Wochen, Auszeichnungen, Anmerkungen) | Anmerkungen                                                                   |
| Jahr | Titel Album                                                    | DE | AT | CH | UK | US | Anmerkungen                                                                   |
| ---- | -------------------------------------------------------------- | --- | --- | --- | --- | --- | ----------------------------------------------------------------------------- |
| 2004 | Do They Know It’s Christmas? –                                 | DE7 (6 Wo.)DE | AT15 (18 Wo.)AT | CH7 (8 Wo.)CH | UK1 (12 Wo.)UK | — | Erstveröffentlichung: Dezember 2004 mit Band Aid 20                           |
| 2008 | She’s Like A Star (Remix) Departure / Catfights and Spotlights | — | — | — | UK20 (15 Wo.)UK | — | Erstveröffentlichung: 4. August 2008 Taio Cruz feat. Busta Rhymes & Sugababes |

## Videoalben und Musikvideos

### Videoalben
- 2001: Run for Cover
- 2006: Overloaded: The Singles Collection

### Musikvideos
| Jahr | Titel                   | Regie                         |
| ---- | ----------------------- | ----------------------------- |
| 2000 | Overload                | Phil Poynter                  |
| 2000 | New Year                | Alex Hemming                  |
| 2001 | Run for Cover           | Jamie Morgan                  |
| 2001 | Soul Sound              | Max & Dania                   |
| 2002 | Freak like Me           | Sophie Muller, Dawn Shadforth |
| 2002 | Round Round             | Phil Griffin                  |
| 2002 | Stronger                | Alison Murray                 |
| 2002 | Angels with Dirty Faces | Cartoon Network Productions   |
| 2003 | Shape                   | Michael Gracey, Pete Commins  |
| 2003 | Hole in the Head        | Matthew Rolston               |
| 2003 | Too Lost in You         | Andy Morahan                  |
| 2004 | In the Middle           | Matthew Rolston               |
| 2004 | Caught in a Moment      | Howard Greenhalgh             |
| 2005 | Push the Button         | Matthew Rolston               |
| 2005 | Ugly                    | Toby Tremlett                 |
| 2006 | Red Dress               | Tim Royes                     |
| 2006 | Follow Me Home          | Toby Tremlett                 |
| 2006 | Easy                    | Tim Royes                     |
| 2007 | Walk This Way           | Trudy Bellinger               |
| 2007 | About You Now           | Marcus Adams                  |
| 2007 | Change                  | Fatima Andrade Koehler        |
| 2008 | Denial                  | Harvey B-Brown                |
| 2008 | Girls                   | Daniel Wolfe                  |
| 2008 | No Can Do               | Marco Puig                    |
| 2009 | Get Sexy                | Emil Nava                     |
| 2009 | About a Girl            | Martin Weisz                  |
| 2010 | Wear My Kiss            | Martin Weisz                  |
| 2011 | Freedom                 | Sean de Sparengo              |

## Promoveröffentlichungen
Promo-Singles
- 2007: My Love Is Pink
- 2009: Santa Baby
- 2011: Freedom

## Sonderveröffentlichungen
| Jahr | Titel                                 | Album/Single                                      |
| ---- | ------------------------------------- | ------------------------------------------------- |
| 2002 | Killer                                | NME in Association with War Child Presents 1 Love |
| 2003 | Please Can I Talk?                    | Jack O the Green (Small World Big Band Friends 3) |
| 2005 | Come Together                         | B-Seite von Ugly                                  |
| 2006 | Spiral                                | Hello Waveforms                                   |
| 2006 | Living for the Weekend                | Radio 1’s Live Lounge                             |
| 2006 | I Bet You Look Good on the Dancefloor | Popjustice: 100% Solid Pop Music                  |
| 2007 | Betcha by Golly Wow!                  | Radio 1 Established 1967                          |
| 2009 | Teardrops                             | 50 Years of Island Records                        |
| 2009 | For Once in My Life                   | My Inspiration                                    |
| 2010 | Rabbit Heart (Raise It Up)            | Radio 1 Live Lounge                               |
| 2010 | Grow a Girl                           | Katy Brand Vs. Sugababes                          |

## Statistik

### Chartauswertung
|                     | DE    | AT    | CH    | UK    | US    |
| ------------------- | ----- | ----- | ----- | ----- | ----- |
| Nummer-eins-Alben   | DE—DE | AT—AT | CH—CH | UK2UK | US—US |
| Top-10-Alben        | DE2DE | AT2AT | CH3CH | UK6UK | US—US |
| Alben in den Charts | DE6DE | AT6AT | CH7CH | UK8UK | US—US |

|                       | DE     | AT     | CH     | UK     | US    |
| --------------------- | ------ | ------ | ------ | ------ | ----- |
| Nummer-eins-Singles   | DE—DE  | AT1AT  | CH—CH  | UK7UK  | US—US |
| Top-10-Singles        | DE5DE  | AT6AT  | CH6CH  | UK19UK | US—US |
| Singles in den Charts | DE19DE | AT18AT | CH17CH | UK28UK | US1US |

### Auszeichnungen für Musikverkäufe
| Goldene Schallplatte - Australien - 2002: für die Single Round Round - Dänemark - 2007: für das Album Overloaded: The Singles Collection - 2007: für das Album Taller in More Ways - 2008: für die Single About You Now - Neuseeland - 2003: für die Single Round Round - 2005: für die Single Push the Button - 2006: für das Album Taller in More Ways - Niederlande - 2003: für das Album Angels with Dirty Faces - Portugal - 2007: für das Album Overloaded: The Singles Collection - Russland - 2003: für das Album Three | Platin-Schallplatte - Australien - 2006: für die Single Push the Button - Dänemark - 2006: für die Single Push the Button - Europa - 2003: für das Album Angels with Dirty Faces - 2004: für das Album Three - 2006: für das Album Taller in More Ways - Irland - 2006: für das Album Overloaded: The Singles Collection - 2007: für das Album Change - Neuseeland - 2024: für die Single About You Now - Schweden - 2007: für die Single Push the Button 2× Platin-Schallplatte - Irland - 2005: für das Album Taller in More Ways |

Anmerkung: Auszeichnungen in Ländern aus den Charttabellen bzw. Chartboxen sind in ebendiesen zu finden.
| Land/RegionAuszeichnungen für Musikverkäufe (Land/Region, Auszeichnungen, Verkäufe, Quellen) | Silber     | Gold       | Platin       | Verkäufe    | Quellen                                                        |
| -------------------------------------------------------------------------------------------- | ---------- | ---------- | ------------ | ----------- | -------------------------------------------------------------- |
| Australien (ARIA)                                                                            | —          | Gold1      | Platin1      | 105.000     | aria.com.au                                                    |
| Dänemark (IFPI)                                                                              | —          | 3× Gold3   | Platin1      | 55.500      | Einzelnachweise                                                |
| Deutschland (BVMI)                                                                           | —          | 5× Gold5   | —            | 800.000     | musikindustrie.de                                              |
| Europa (IFPI)                                                                                | —          | —          | 3× Platin3   | (3.000.000) | ifpi.org                                                       |
| Irland (IRMA)                                                                                | —          | —          | 4× Platin4   | 60.000      | irishcharts.ie                                                 |
| Neuseeland (RMNZ)                                                                            | —          | 3× Gold3   | Platin1      | 47.500      | aotearoamusiccharts.co.nz NZ2                                  |
| Niederlande (NVPI)                                                                           | —          | Gold1      | —            | 40.000      | nvpi.nl                                                        |
| Österreich (IFPI)                                                                            | —          | 2× Gold2   | —            | 30.000      | ifpi.at                                                        |
| Portugal (AFP)                                                                               | —          | Gold1      | —            | 10.000      | Einzelnachweise                                                |
| Russland (NFPF)                                                                              | —          | Gold1      | —            | 10.000      | 2m-online.ru (Memento vom 24. Januar 2009 im Internet Archive) |
| Schweden (IFPI)                                                                              | —          | —          | Platin1      | 20.000      | sverigetopplistan.se                                           |
| Schweiz (IFPI)                                                                               | —          | 3× Gold3   | —            | 60.000      | hitparade.ch                                                   |
| Vereinigtes Königreich (BPI)                                                                 | 7× Silber7 | 5× Gold5   | 13× Platin13 | 8.000.000   | bpi.co.uk                                                      |
| Insgesamt                                                                                    | 7× Silber7 | 25× Gold25 | 24× Platin24 |             |                                                                |